# Rieserfernergruppe

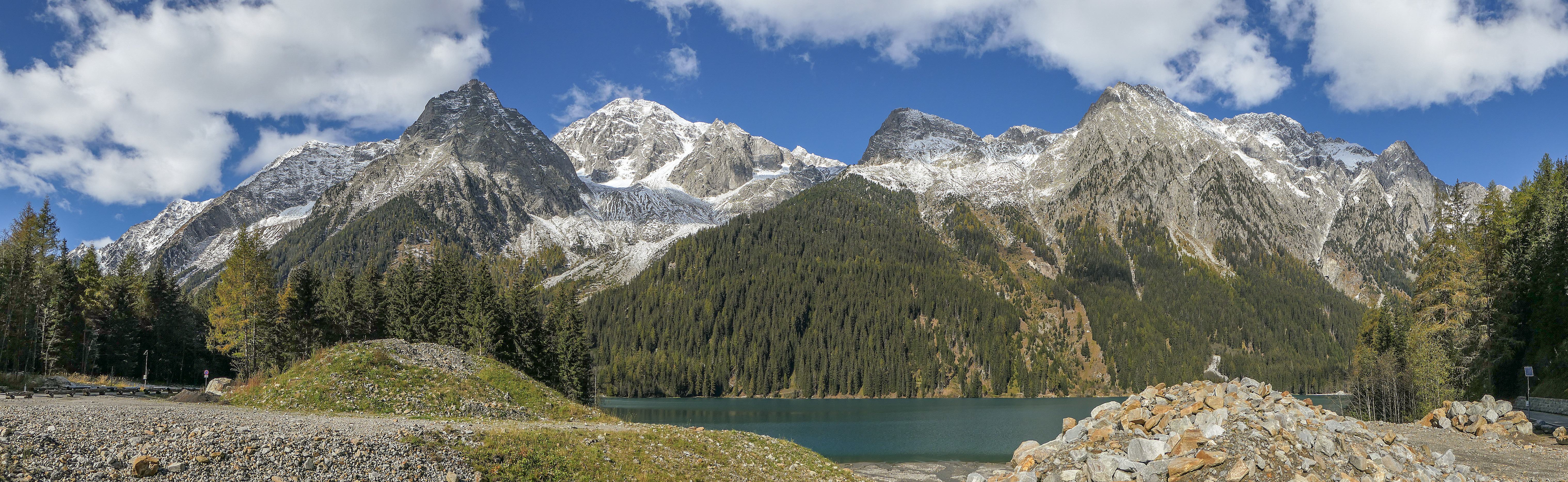
Blick aus dem Antholzer Tal auf einige Gipfel der Rieserfernergruppe. Von links: Magerstein (3273 m), Hochflachkofel (3079 m), Hochgall (3436 m), Durrerspitze (3063 m), Kleine Ohrenspitze (2938 m), Mittlere Ohenspitze (3005 m), Große Ohrenspitze (3101 m), Großes Mandl (2818 m) - Im Vordergrund ein Teil des Antholzer Sees und des Murkegels des Rotwandbachs

Die Rieserfernergruppe (italienisch: Gruppo delle Vedrette di Ries) ist eine Gebirgsgruppe in den zentralen Ostalpen. Zusammen mit Ankogelgruppe, Goldberggruppe, Glocknergruppe, Schobergruppe, Kreuzeckgruppe, Granatspitzgruppe, Venedigergruppe und den Villgratner Bergen ist sie Bestandteil der Hohen Tauern. Die Rieserfernergruppe erstreckt sich über das österreichische Bundesland Tirol und die italienische Provinz Südtirol. Das Gebirge liegt mehrheitlich in Südtirol, wo es wiederum fast vollständig im Naturpark Rieserferner-Ahrn unter Schutz gestellt ist. Von den Osttiroler Anteilen gehören bedeutende Flächen zum Nationalpark Hohe Tauern.
Die Rieserfernergruppe bildet den südwestlichsten Teil der Hohen Tauern, ihre Ausläufer reichen im Südwesten bis Bruneck im Pustertal. Seinen Namen hat das Gebirge vom Rieserferner, einem Gletscher an der Nordflanke zwischen Hochgall (höchster Gipfel mit 3436 m s.l.m.) und Schneebigem Nock (3358 m s.l.m.).
Die Rieserfernergruppe hat im Vergleich zu anderen Gebirgsgruppen nur eine kleine Ausdehnung. Sie ist jedoch aufgrund ihrer markanten und steilen, teilweise vergletscherten Gipfel bei Bergsteigern und Wanderern beliebt.

## Benachbarte Gebirge
Die Rieserfernergruppe grenzt an die folgenden anderen Gebirgsgruppen der Alpen:
- Venedigergruppe (im Norden)
- Villgratner Berge (im Südosten)
- Dolomiten (im Süden)
- Zillertaler Alpen (im Westen)

## Umgrenzung
Im Norden bildet das Klammljoch die Grenze. Nach Osten geht die Grenze von dort entlang des Arventalbachs über die Jagdhausalm bis zur Einmündung in die Schwarzach. Nach Westen verläuft die Grenze vom Klammljoch entlang des Klammlbachs bis zur Einmündung in den Knuttenbach.
Im Osten verläuft die Grenze entlang der Schwarzach bis zur Einmündung des Staller Almbachs. Im Südosten und Süden verläuft die Grenze entlang des Staller Almbachs zum Staller Sattel. Von dort geht es entlang des Antholzer Tals bis Olang im Pustertal und flussabwärts entlang der Rienz bis Bruneck. Im Westen wird die Grenze durch das Tauferer Tal und das Reintal gebildet. Sie setzt sich fort im Knuttental bis zur Einmündung des Klammbachs.
Das Klammljoch verbindet die Rieserfernergruppe mit der Venedigergruppe. Der Staller Sattel stellt die Verbindung zu den Villgratner Bergen her.

## Geologie
Der mittlere Teil der Rieserfernergruppe besteht, geologisch betrachtet, aus Tonalit, einem intermediären magmatischen Kristallingestein, das hier in Form eines Plutoniten ansteht. Dieser Plutonit wölbt und durchbricht einen zentralalpinen Kristallinzug, der sich zwischen dem Tauernfenster und der periadriatischen Naht in ost-westlicher Richtung erstreckt und aus variszischen Gneisen (z. B. der Augengneis von Sand in Taufers), Glimmerschiefern und Pegmatiten besteht (diese als Altes Dach bezeichneten oberostalpinen Gesteine liegen reliktisch noch westlich des Schneebigen Nock und der Rieserfernerhütte vor). Die Gneise waren bereits während der variszischen Gebirgsbildung amphibolitfaziell metamorphosiert worden und wurden dann während der alpidischen Gebirgsbildung neu gefaltet und umgebildet.
Gegen Ende der alpidischen Gebirgsbildung, vor etwa 30 Millionen Jahren, entstand der Rieserferner-Plutonit wie auch andere Periadriatika in großer Tiefe aus einer Schmelze und stieg bis zirka 15 Kilometer empor. Durch Erosion des aufliegenden Kristallins freigelegt, bildet er jetzt den zentralen Bereich der Rieserfernergruppe. Das Gestein besteht aus Tonalit, Granodiorit, Diorit und seltenem Quarzdiorit. Die Minerale Plagioklas, Alkalifeldspat, Quarz, Biotit und Hornblende sind die Hauptbestandteile des sogenannten Rieserfernergranits. Hochgall, Wildgall, die benachbarten Magersteine und die Berge an der Neuen Barmer Hütte sind aus diesem Gestein aufgebaut. Der Schneebige Nock im Westen besteht dagegen aus voralpinem dunklen Gneis des Dachbereichs. Die Hitze des aufsteigenden Magmakörpers veränderte auch die umliegenden Gneise, wodurch Granatkristalle, Andalusit und zahlreiche Ganggesteine entstanden. Eine Nebenintrusion des Rieserferner-Plutonits stieg im Süden, westlich von Antholz, als Zinsnock-Pluton auf. Sie hängt möglicherweise mit dem Hauptkörper zusammen und ist oberirdisch durch aufliegendes Gestein im Bereich der Schwarzen Wand vom Rieserferner-Pluton getrennt.

## Gipfel

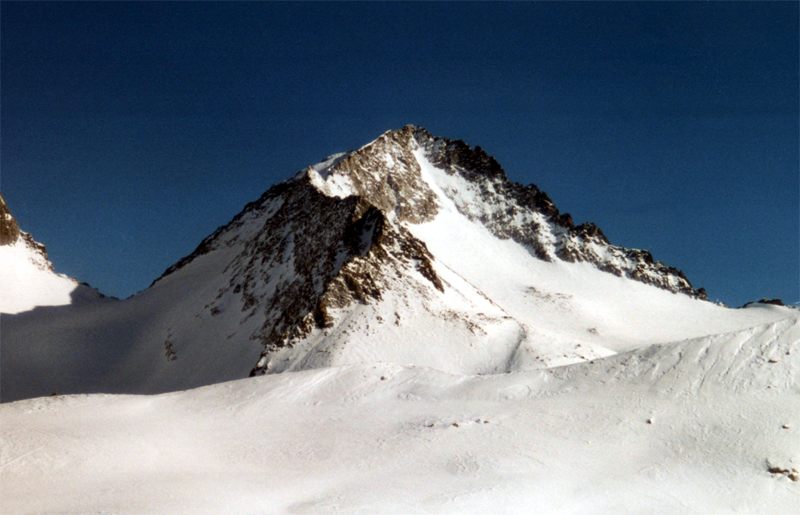
Wildgall mit Nordwestgrat, Westflanke und Südwestgrat von Westen, vom Rieserferner aus gesehen (Februar 1997)

In der Rieserfernergruppe gibt es etwa 30 Punkte über 3000 m. Die bekanntesten und wichtigsten Gipfel sind:
- Hochgall (3436 m s.l.m.)
- Schneebiger Nock (3358 m s.l.m.)
- Wildgall (3273 m s.l.m.)
- Magerstein (3273 m s.l.m.)
- Lenkstein (3237 m s.l.m.)
- Große Windschar (Lanebachspitz) (3041 m s.l.m.), westlicher Eckpunkt der Gruppe
- Dreieckspitze (3031 m s.l.m.), nördlichster Dreitausender der Gruppe

## Hütten
In der Rieserfernergruppe gibt es 3 Hütten der Alpenvereine.
- Barmer Hütte: Höhe: 2610 m s.l.m., bewirtschaftet von Ende Juni bis Ende September, 19 Betten, 34 Matratzenlager, Winterraum mit 5 Lagern offen, Talort: Sankt Jakob in Defereggen, Gehzeit vom Staller Sattel: 3½ Stunden
- Kasseler Hütte / Hochgallhütte: Höhe: 2274 m s.l.m., bewirtschaftet sommers von Anfang Juni bis Anfang Oktober, winters von Mitte März bis Anfang Mai, wenn mehrere Personen anrufen, 45 Betten, 25 Matratzenlager, Talort: Sand in Taufers, Gehzeit von Rein in Taufers: 2¼ Stunden
- Rieserfernerhütte: Höhe: 2792 m s.l.m., bewirtschaftet von Anfang Juli bis Anfang Oktober, 20 Betten, 20 Matratzenlager, Winterraum mit 20 Lagern offen und ohne AV-Schlüssel zugänglich, Talort: Rasen-Antholz, Gehzeit von Antholz: 3½ Stunden, Gehzeit von Rein: 4 Stunden – Weg Nr. 3 durch das Geltal